# Stoffering

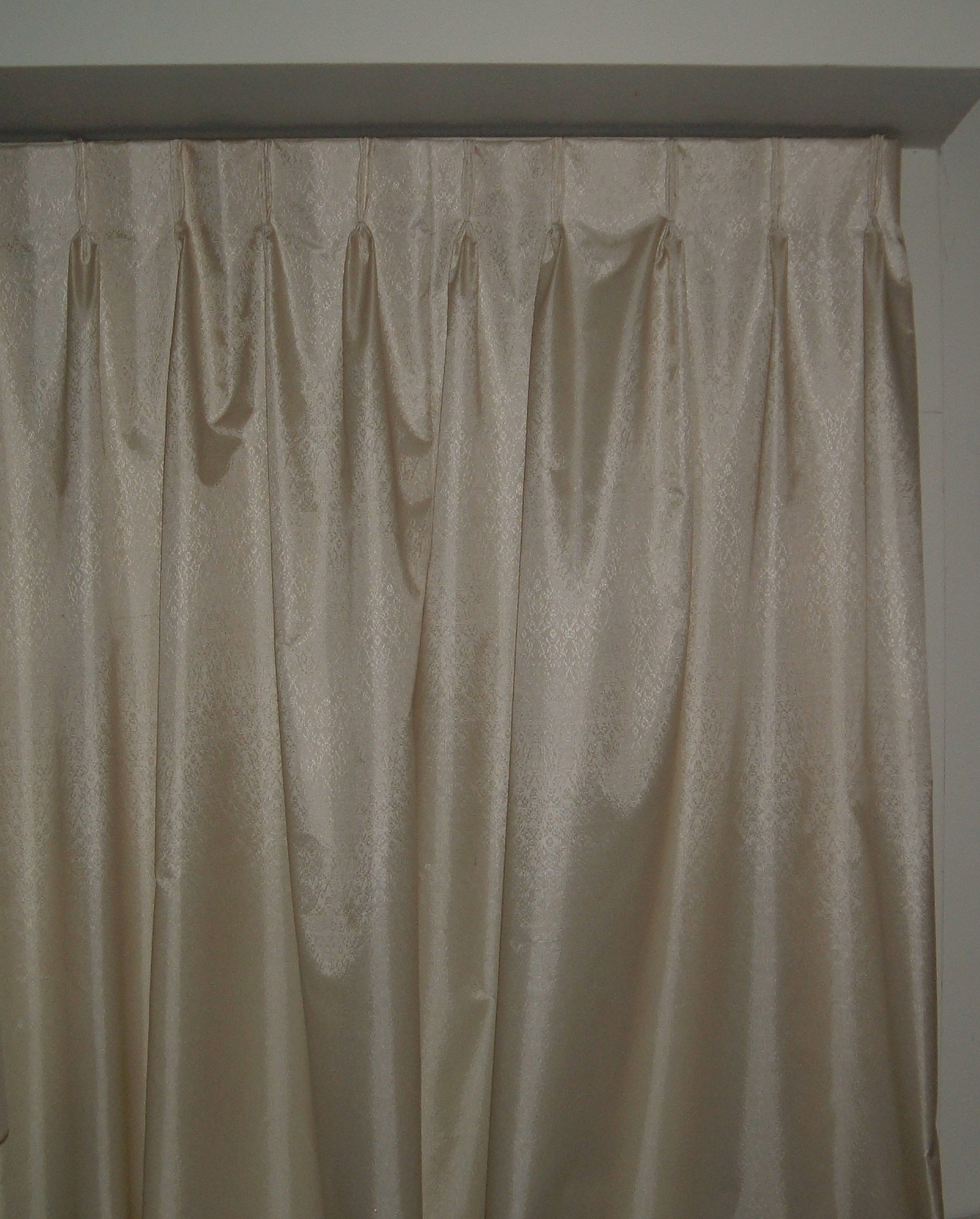
Ophanging van een gordijn

Stoffering is de bekleding van een voorwerp of ruimte met textiel, eventueel met een veerkrachtige vulling eronder. Ook de aankleding van een gebouw of ruimte met vloerbedekking, gordijnen en andere decoraties noemt men de stoffering. Iemand die beroepsmatig meubels bekleed en capitonneert noemt men een meubelstoffeerder.
Stoffering is onderhevig aan mode. Honderd jaar geleden zagen onze meubels en interieurs er heel anders uit dan nu. Men gebruikte andere materialen en kleuren voor de stoffering. Tegenwoordig bestaan veel stoffen uit kunststof. Ook ziet men combinaties van kunststof en natuurlijke producten en worden veelal lichtere kleuren gebruikt. De stoffering van een representatieve ruimte kan worden ontworpen door een binnenhuisarchitect.

## Afbeeldingen

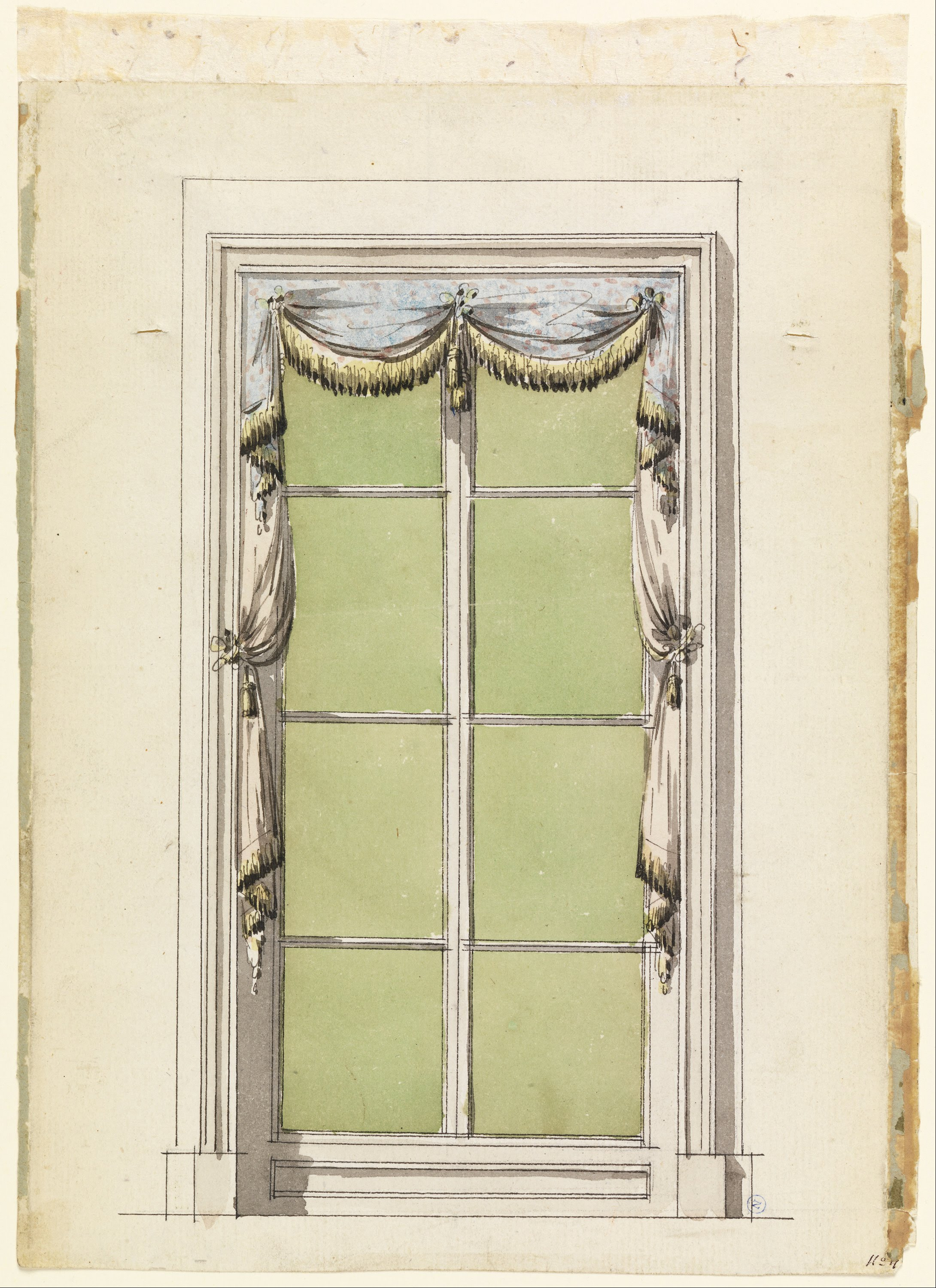
Gordijnontwerp, rond 1800
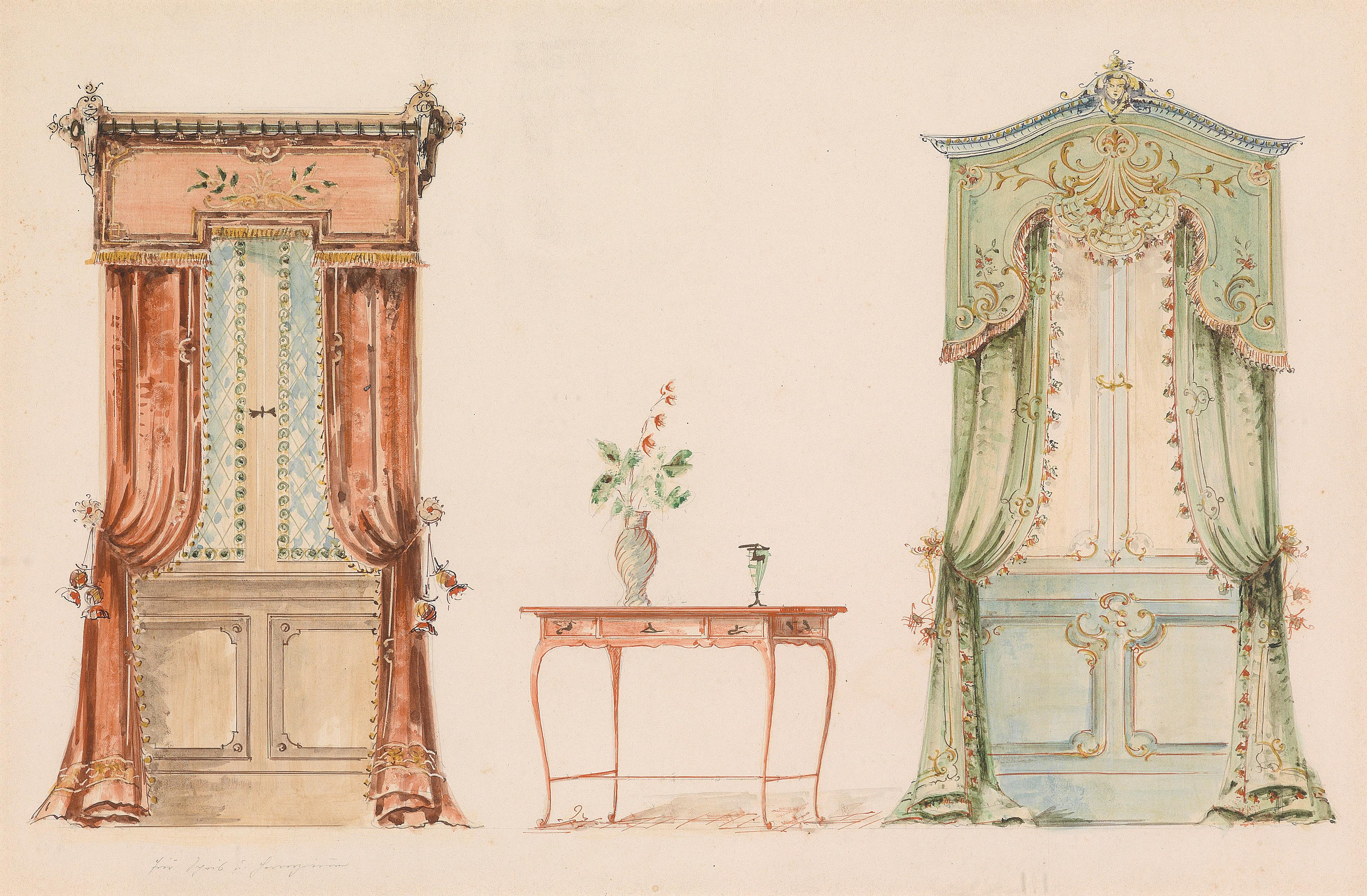
Gordijnontwerp, ca. 1880
Detail gordijn